# Steddorf
Das Dorf Steddorf (plattdeutsch Steddörp) ist ein Ortsteil der niedersächsischen Gemeinde Heeslingen im Landkreis Rotenburg (Wümme) und liegt in der Nähe des Ortes Heeslingen, zu dessen Börde es auch gehört. Zu Steddorf gehören die kleineren Ansiedlungen Sellhorn, Flachsberg und Brake. Früher gehörte auch einer der Höfe von Stuhenfieren zu Steddorf, dieser existiert jedoch nicht mehr.

## Geographie
Topographisch einzuordnen ist Steddorf ziemlich genau zwischen Hamburg und Bremen. Die Bäche Knüllbach und Hagenbeck fließen durch Steddorf und vereinen sich später zur Aue. Wie viele Dörfer in den Geestniederungen ist auch Steddorf ein relativ langgestreckter Ort, das heißt, es gibt wenig Nebenstraßen und hauptsächlich ist alles an einer Hauptverkehrsstraße gelegen. Die Gegend ist ländlich geprägt, da ein Großteil der Fläche Steddorfs von landwirtschaftlichen Betrieben bewirtschaftet wird. In erster Linie sind dies Schweine- und Milchviehbetriebe.

## Geschichte
Vor 1885 gehörte Stedorf der Börde Heeslingen im Amt Zeven an.
In der Franzosenzeit gehörte Steddorf von 1810 bis 1814 zur Mairie Bevern im Kanton Zeven. Die Gegend gehörte in dieser Zeit 1810 zum Königreich Westphalen und anschließend von 1811 bis 1814 direkt zum Französischen Kaiserreich unter Napoleon. Nach 1814 kehrte der alte Stand wieder ein.
Nach 1885 lag Steddorf im Kreis Zeven, der 1932 im Landkreis Bremervörde aufging. Dieser fusionierte 1977 mit dem alten Landkreis Rotenburg (Wümme) zum heute noch bestehenden Landkreis Rotenburg (Wümme).
Am 1. März 1974 wurde Steddorf in die Gemeinde Heeslingen eingegliedert.

## Religion
Steddorf ist evangelisch lutherisch geprägt und gehört zum Kirchspiel der Kirche St. Vitus in Heeslingen. Die Christ-König-Kirche in Zeven (Kirchengemeinde Corpus Christi, Rotenburg) ist die zuständige katholische Kirche.

## Politik

### Ortsbeauftragter
Ortsbeauftragter ist Ratsherr Hermann Albers.

## Vereine
- Sportverein Teutonia Steddorf
- Freiwillige Feuerwehr

## Wirtschaft und Infrastruktur

### Öffentliche Einrichtungen
- Spielkreis
- Gastwirtschaft

### Unternehmen
Vor Ort gibt es einen Landmaschinenbetrieb sowie die erwähnten landwirtschaftlichen Betriebe.

## Bauwerke

### Fernmeldeturm
Auffälligstes Geländemerkmal ist der zwischen Steddorf und Sellhorn gelegene 134 Meter hohe Fernmeldeturm bei 53° 21′ 9″ N, 9° 25′ 1″ O. Es handelt sich um einen standardisierten Fernmeldeturm der ehemaligen Deutschen Bundespost, einem sogenannten Typenturm (FMT 2/73). Auf diesem sind auch Nisthilfen für Wanderfalken installiert. Außerdem ähnelt er dem Fernmeldeturm Wahnbek.

## Kurioses
Obwohl Steddorf verwaltungstechnisch zu Heeslingen gehört, hat der Ort zusammen mit einigen Nachbargemeinden eine eigene Telefon-Vorwahlnummer. Heeslingen wiederum hat die Vorwahlnummer von Zeven. Das macht die Suche im Telefonbuch schwierig.